# Parcifal (De Rode Ridder)
Parcifal is het 43ste stripverhaal uit de reeks van De Rode Ridder. Het is geschreven door Willy Vandersteen en getekend door Karel Biddeloo. De eerste albumuitgave was in 1969.

## Het verhaal
Door de dood van koning Arthur is het land hervallen in chaos. De Rode Ridder en Lancelot gaan op zoek naar de geheime zoon van de koning, Parcifal, om hem zo snel mogelijk tot koning te kronen. Parcifal is als kleine jongen geplaatst in een pleeggezin waar hij zijn dagen vult met schapen hoeden. Deze dromerige goedgelovige jongeman besluit de wijde wereld in te trekken. Iedereen die zijn pad kruist maakt misbruik van zijn goedgelovigheid. Uiteindelijk wordt hij gevonden door Johan en Lancelot die hem van een zekere dood redden en hem meenemen naar de burcht van Kendall.

## Achtergronden bij het verhaal
Dit is een van de weinige albums waarin de Rode Ridder slechts een kleine rol speelt. Hij komt op de eerste zes bladzijden voor en daarna pas terug op de laatste pagina.